# Seggiovia Pecetto-Burki-Belvedere

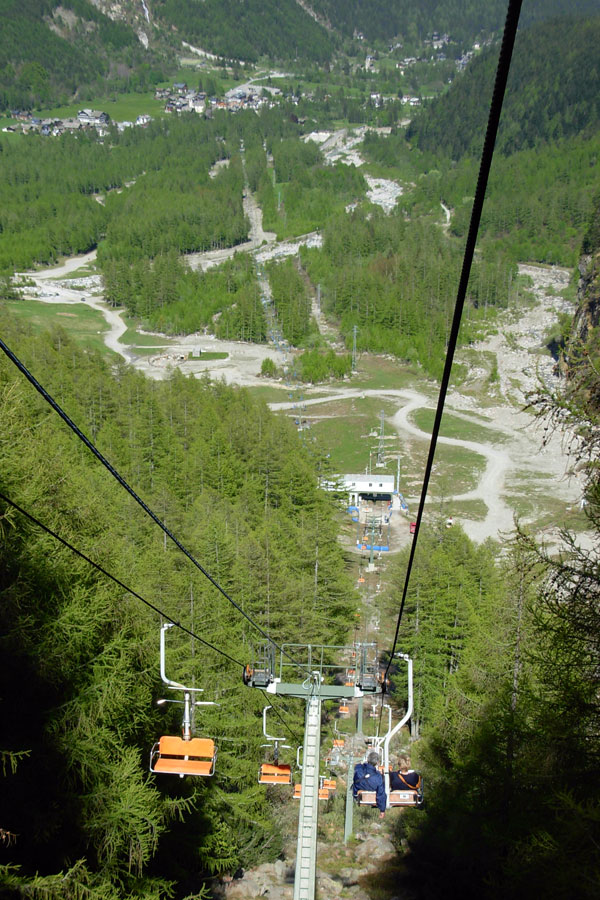
Seggiovia Pecetto-Burki-Belvedere

La seggiovia Pecetto-Burki-Belvedere è un impianto sito in comune di Macugnaga, ricostruito nel 1979.
La seggiovia biposto parte dai 1390 m s.l.m. di Pecetto di Macugnaga, e raggiunge l'Alpe Burki (1581 m s.l.m.), da qui parte il secondo tronco che conduce al Belvedere (1932 m s.l.m.) ai piedi della parete est del Monte Rosa. Le seggiovie funzionano in estate, quando frequentate dai camminatori, ed inverno, quando sono meta degli sciatori, nella zona si trova, infatti anche uno skilift.

## Storia
Le prime seggiovie che raggiunsero il Belvedere, vennero inaugurate nel 1952, si trattava di seggiovie monoposto, costruite dalla ditta funiviaria Agudio.
Nel 1976, le vecchie seggiovie vennero sostituite con delle nuove seggiovie biposto. Queste, ebbero però vita breve, perché il 19 luglio 1979, le acque del Lago delle Locce, un piccolo bacino posto a monte del Ghiacciaio del Belvedere, strariparono e scesero a valle con una forza impressionante devastando le seggiovie. Nel 1979, vennero così inaugurate le odierne seggiovie biposto, costruite dalla ditta Marchisio. È in progetto la sostituzione delle due seggiovie con impianti più confortevoli e veloci.

## La Sciovia Alpe Burki
Con l'arrivo dello sci durante la stagione invernale sui pascoli a valle del Ghiacciaio del Belvedere, alle seggiovie venne affiancata anche una sciovia, si trattava della sciovia "Burki I", inaugurata negli anni '50. Poco dopo la sostituzione delle seggiovie, venne rinnovata anche la sciovia, il nuovo impianto si chiamò "Burki II" e venne realizzato dalla ditta Marchisio-Doppelmayr. Nel 2006, la sciovia Burki II venne smantellata per lasciare il posto all'attuale sciovia "Burki III", costruita dalla ditta CCM. Negli anni '70 si decise di affiancare alla sciovia Alpe Burki un'altra sciovia, quest'impianto fu denominato "Fillar" e si trattava del riposizionamento della sciovia "Jeini", costruita nel 1967 dalla ditta Marchisio. Quest'impianto si trovava all'Alpe Bill, nell'altro comprensorio sciistico macugnaghese, quello del Passo Moro. A causa, però di difficoltà burocratiche, la sciovia Fillar non funzionò mai e venne ben presto smantellata.